# Abbey Road (álbum)
Abbey Road es el duodécimo álbum de estudio (décimo-tercero en estados unidos) de la banda de rock The Beatles, lanzado en el Reino Unido el 26 de septiembre de 1969 por Apple Records. Las grabaciones del álbum comenzaron el 22 de febrero de 1969, haciendo de este el último álbum grabado por la banda, ya que Let It Be, lanzado en 1970, había sido grabado con anterioridad.
El álbum se caracterizó por la presencia de un medley en el lado B, una larga pieza de 16 minutos, que constaba de ocho canciones enlazadas una tras otra sucesivamente. También fue producido y orquestado por George Martin, con Geoff Emerick como ingeniero de grabación. El álbum destacó también por contener dos de las canciones más conocidas del guitarrista George Harrison, «Something» y «Here Comes the Sun», popularizando esta última el uso del sintetizador (Moog) en el rock. La portada del álbum se convirtió en una de las más famosas de la historia de la música, en la cual se representaba a The Beatles cruzando un paso peatonal en el cruce de Grove End Road con la calle Abbey Road, frente a los estudios donde se grabaron casi todas sus canciones desde 1962.
Está considerado como uno de los álbumes más importantes en la historia de la música y el mejor elaborado por The Beatles, aunque la banda apenas funcionaba ya como un grupo unido en esa época. En 2020, ocupa el puesto n.º 5 en la lista realizada por la revista Rolling Stone de Los 500 mejores álbumes de todos los tiempos. Es uno de los seis álbumes certificados con disco de diamante de The Beatles, lo que los convierte en los máximos ganadores de este reconocimiento en la historia de la música. Los otros álbumes con disco de diamante son The Beatles/1962-1966, The Beatles/1967-1970, The Beatles, Sgt. Pepper's Lonely Hearts Club Band y el álbum recopilatorio 1.
En el año 2019 se hizo una remezcla ampliada del álbum que corrió a cargo del hijo de George Martin, Giles Martin.
El álbum ha vendido 30 millones de unidades.

## Orígenes
Tras las no tan productivas sesiones de grabación del proyecto Get Back (después retitulado Let It Be), Paul McCartney llamó al productor George Martin con el propósito de hacer un álbum "como antes". Martin aceptó la oferta, poniendo como condición que el trabajo se haría como antes solía ser, y preguntando además: "¿John también está de acuerdo?" a lo cual Paul le dijo que sí. El ingeniero de sonido Geoff Emerick, que había abandonado su trabajo con la banda a la mitad de las sesiones del álbum The Beatles un año atrás, también accedió a formar parte del nuevo proyecto, junto con uno de sus ayudantes, Alan Parsons.
The Beatles, que disponían de un considerable conjunto de canciones aún sin explotar, se reunieron por última vez en los estudios de EMI en el verano de 1969. Los cuatro miembros estuvieron dispuestos a dejar a un lado sus diferencias personales para dedicarse a un solo objetivo: "terminar el trabajo de una forma honorable". Según Paul McCartney, «El truco para las sesiones del Abbey Road fue que de alguna manera teníamos que ponernos los guantes de boxeo; tratamos de reunirnos para hacer un álbum muy especial. De alguna manera, pensábamos que este sería nuestro último trabajo, así que... todavía podíamos mostrarnos a nosotros mismos de lo que éramos capaces de hacer, y tratamos de divertirnos mientras lo hacíamos». George Harrison por su parte dijo: «Nosotros no sabíamos, o no sabía, como íbamos a grabar el último disco de The Beatles, pero tenía la sensación de que estábamos en el camino correcto».

## Grabación

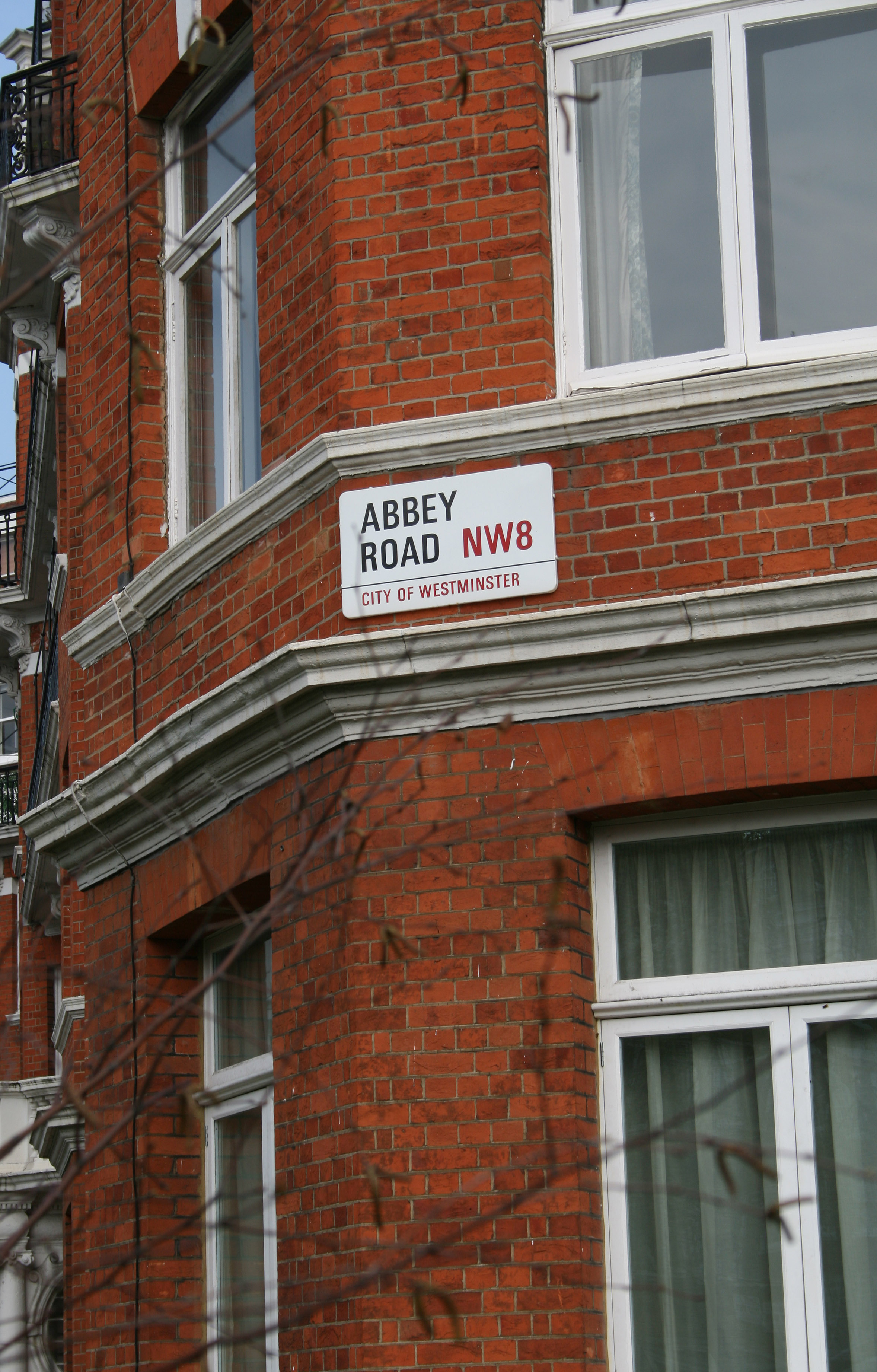
Placa de Abbey Road

Las grabaciones iniciales se realizaron en febrero («I Want You» en los estudios Trident), en abril («Oh! Darling» y «Octopus's Garden») y en mayo («You Never Give Me Your Money» en los estudios Olympic Sound). La canción «Something» fue trabajada durante todo este período, pero el resto del álbum fue grabado y mezclado entre el 1 de julio y el 25 de agosto de 1969 en los estudios que EMI tenía en la calle de Abbey Road.
Aunque las relaciones durante la grabación del disco fueron tensas, el álbum fue uno de los mejores trabajados por la banda (George Martin lo llamó un Sgt. Pepper volumen 2), La razón fue que los integrantes se habían comprometido a trabajar de manera unida, anticipando que en realidad este sería su último trabajo como grupo. Sin embargo, John Lennon estuvo ausente en algunas de las sesiones, debido a que estuvo hospitalizado después de haber tenido un accidente de coche en Escocia.
Con mayor dedicación y esfuerzo comenzaron los Beatles las grabaciones para el Abbey Road. El método de trabajo, de hecho, cambió, y cada Beatle había usado a los otros como excepcionales músicos de estudio en sus propias canciones. El resultado, sin embargo, fue lo que los críticos han considerado como uno de los mejores álbumes en su carrera, tanto en el aspecto técnico como en el creativo.

## Canciones

### John Lennon
La canción que abre el disco, "Come Together", fue escrita originalmente por Lennon para la campaña que Timothy Leary estaba llevando a cabo para presentar su candidatura a ser elegido gobernador de California, y fue lanzada como un sencillo de doble cara A, junto con "Something", el 6 de octubre en Estados Unidos (31 de octubre en el Reino Unido). Lennon fue, posteriormente, demandado por el ejecutivo estadounidense de la industria musical Morris Levy por haberse apropiado supuestamente para su canción del riff de guitarra y la línea "Here come old flat-top" del tema de Chuck Berry "You Can't Catch Me" (como parte de la compensación por esta demanda, Lennon regrabó este tema para su álbum solista Rock'n'Roll, de 1975).
"I Want You (She's So Heavy)" era una combinación de dos canciones a medio terminar de Lennon, y, con más de siete minutos de duración, era la segunda pista más larga en un álbum oficial de los Beatles (siendo la primera "Revolution #9", del álbum The Beatles).
También contenía uno de los primeros usos de un sintetizador Moog, en el "ruido blanco" que se escucha al final de la canción. Al tema "Because" también se le añadió un sintetizador Moog, tocado por George Harrison. Los acordes de este tema fueron inspirados por la música del compositor Ludwig van Beethoven "Quasi una fantasía" (Op.27, N.º 2), añadiendo una riqueza armónica inusual hasta entonces.

### Paul McCartney
La primera canción de Paul en el disco, "Maxwell's Silver Hammer", trataba sobre un psicópata que gustaba asesinar a martillazos a sus víctimas, y había sido ensayada durante las sesiones de Let it Be. Su otro tema completo en el disco fue "Oh! Darling", una balada a la cual dedicó muchas horas de práctica con el objeto de mejorar su interpretación vocal. Lennon se ofendió bastante con McCartney después de que este no le dejara grabar como voz solista en esta canción.

### George Harrison
George Harrison contribuyó con dos canciones en el álbum, incluyendo el primer sencillo número uno de The Beatles que no era una composición de Lennon y McCartney. Se trataba de "Something", canción escrita originalmente durante las sesiones del álbum blanco, y cuya primera línea se basaba en una canción de James Taylor ("Something in the Way She Moves"). Originalmente George se la dio a Joe Cocker, pero luego la regrabó con los Beatles para el Abbey Road. "Something" era el tema favorito de Lennon de todos los del álbum, y Frank Sinatra comentó una vez erróneamente que "Something" era "su canción favorita de Lennon y McCartney" (aunque la canción no haya sido escrita por ninguno de los dos). George Harrison estaba presente recibiendo las disculpas posteriormente de parte de Sinatra. Sinatra aseguró que era la mejor canción de amor de los últimos 50 años. La canción se distribuyó en un sencillo de doble cara A junto al tema "Come Together".
"Here Comes the Sun", la otra contribución de Harrison al disco, era otra de sus canciones más conocidas. Fue influenciada por la canción "Badge" del grupo Cream (tema coescrito por Eric Clapton y George Harrison en 1969), y fue compuesta en un período en el que Harrison había renunciado a los Beatles (para luego volver). Fue una de las pocas canciones de los Beatles en las que no participaba John Lennon en ningún instrumento.

### Ringo Starr
Ringo escribió y cantó una canción para el disco, "Octopus's Garden", su segunda composición para los Beatles. En su disco VH1 Storytellers (1998), cuenta que se inspiró cuando dejó la banda por unas semanas durante las sesiones del Álbum Blanco y se fue a Cerdeña, una isla italiana. Para la composición de esta canción, contó con la ayuda de George Harrison.

### Elmedley
El clímax del álbum es el medley de dieciséis minutos que está compuesto por varias canciones cortas, terminadas o a medio terminar, unidas entre sí por McCartney con ayuda de las orquestaciones de George Martin. Aparecían en el lado B del disco, y muchos consideran que este es el mejor lado B de un álbum de todos los tiempos. Muchas de estas canciones fueron escritas y grabadas como demos para el Álbum Blanco y Let it Be. "You Never Give Me Your Money", de McCartney, basada en los problemas financieros que los Beatles atravesaban con su compañía Apple, abría la primera parte de estos medleys, seguida de tres canciones de Lennon: "Sun King" (que, junto con "Because", permitía apreciar las armonías vocales superpuestas de Lennon, McCartney y Harrison), "Mean Mr. Mustard" (escrita durante el viaje de la banda a la India), y "Polythene Pam". Le seguían cuatro canciones de McCartney: "She Came in Through the Bathroom Window" (en castellano: "Ella entró por la ventana del baño", escrita después de que una fan, de hecho, entrara literalmente por la ventana del baño a su casa), "Golden Slumbers" (basada en un poema del siglo XVII escrito por el dramaturgo inglés Thomas Dekker), "Carry That Weight" es una de las pocas canciones que contaba con armonías vocales de los cuatro Beatles. Y la última, "The End", contenía el primero y único solo de batería de Ringo Starr dentro de los Beatles, y tres solos de guitarra extendidos, interpretados seguidamente por McCartney, Harrison y Lennon (en ese orden). La línea final, and in the end, the love you take is equal to the love you make («y al final, el amor que tomas es igual al amor que haces»), en la opinión de muchos fanes, resume la esencia del mensaje de los Beatles.
La canción "Her Majesty", tema final del disco, era originalmente parte del medley, ubicada entre "Mean Mr. Mustard" y "Polythene Pam" (de hecho, puede escucharse el último acorde de "Mean Mr. Mustard" antes de la canción), pero a McCartney no le gustó cómo sonaba el medley con esta canción incluida, así que solicitó que fuera editada. Como el ingeniero de grabación había recibido instrucciones de que nunca desperdiciara material creado por los Beatles, ubicó el tema al final del medley después de casi 20 segundos de silencio. La canción quedó en ese lugar, y no apareció en los créditos originales del álbum, convirtiéndose, según muchos, en la primera "pista oculta" ("hidden track") de la historia.

## Portada

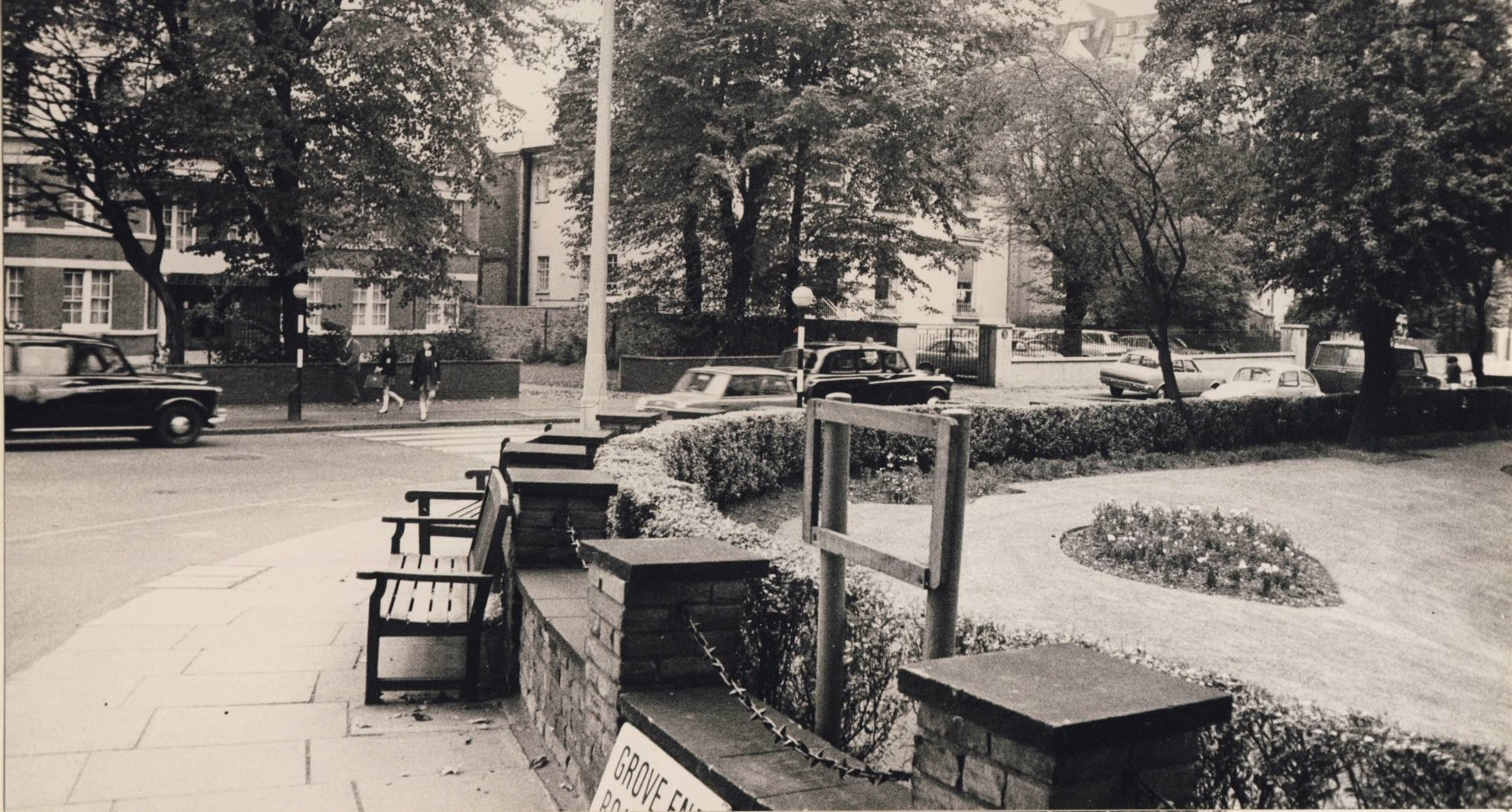
El paso de cebra con los estudios EMI al fondo, fotografiado el 25 de septiembre de 1969

La portada fue diseñada por John Kosh, el director creativo de Apple Records. En la publicación original para Reino Unido no se muestra el nombre de la banda ni el título del álbum.

### Imágenes
Una de las características más destacables del LP fue su portada. Se equiparó a la del Sgt. Pepper's Lonely Hearts Club Band en el número de veces que ha sido imitada, aunque su elaboración fue esencialmente fruto de la improvisación.[cita requerida]
El título del álbum hizo honor a la calle de Abbey Road, en la ciudad de Londres, lugar en donde se encontraban los estudios de grabación de EMI en los cuales los Beatles habían grabado casi todas sus canciones anteriores. Posteriormente, en 1970, los propios estudios de grabación adoptarían el nombre de la calle donde se encontraban. El álbum iba a llamarse inicialmente Everest, en honor a la marca de cigarrillos que solía fumar el ingeniero de sonido Geoff Emerick. De hecho, se había planificado un viaje al Himalaya para fotografiar la portada, una idea que fue finalmente desechada.
Abbey Road era una calle con bastante tráfico, y por ello tan sólo se pudieron sacar en un tiempo limitado seis fotos de las que tenía que salir la portada del disco. El Volkswagen Escarabajo que aparecía en la foto solía estar aparcado en ese sitio muy a menudo, y era propiedad de alguien que vivía en los pisos de al lado del estudio. Después de aparecer el coche meses más tarde en la portada del álbum, su matrícula (LMW 281F) sería objeto de numerosos robos por parte de los fanes. En 1986, el coche fue vendido en subasta por 2530 libras esterlinas, y en 2001, fue mostrado en un museo de Alemania. El hombre parado en la acera, a la derecha de la imagen, es Paul Cole (c. 1911-2008), un turista estadounidense que no se había percatado de que había sido fotografiado hasta verse en el álbum meses después.
Los trajes con los que salían los Beatles en la foto del disco era los típicos que solían usar por aquella época los cuatro músicos. McCartney, que vivía bastante cerca de los estudios de grabación, había llegado ese mismo día de la foto con sandalias al trabajo, y, de hecho, en algunas de las otras fotos tomadas ese día se le podía ver caminando llevándolas puestas. Tommy Nutter se encargó en el vestuario de tres integrantes de la banda, salvo George Harrison que fue fotografiado con su traje jean.
La contraportada del LP mostraba la placa con el nombre de la calle donde se habían realizado las fotografías, y que llegaría a desaparecer con el tiempo de aquel lugar en la muralla. La palabra «Beatles» se añadió posteriormente a una foto de otra placa tomada también por Iain Macmillan, y con la cual se hizo después el fotomontaje de la contraportada, quedando asimismo en ella la figura borrosa de una joven que pasaba delante del objetivo de la cámara del fotógrafo en el momento de tomar este la foto.[cita requerida]

### Legado

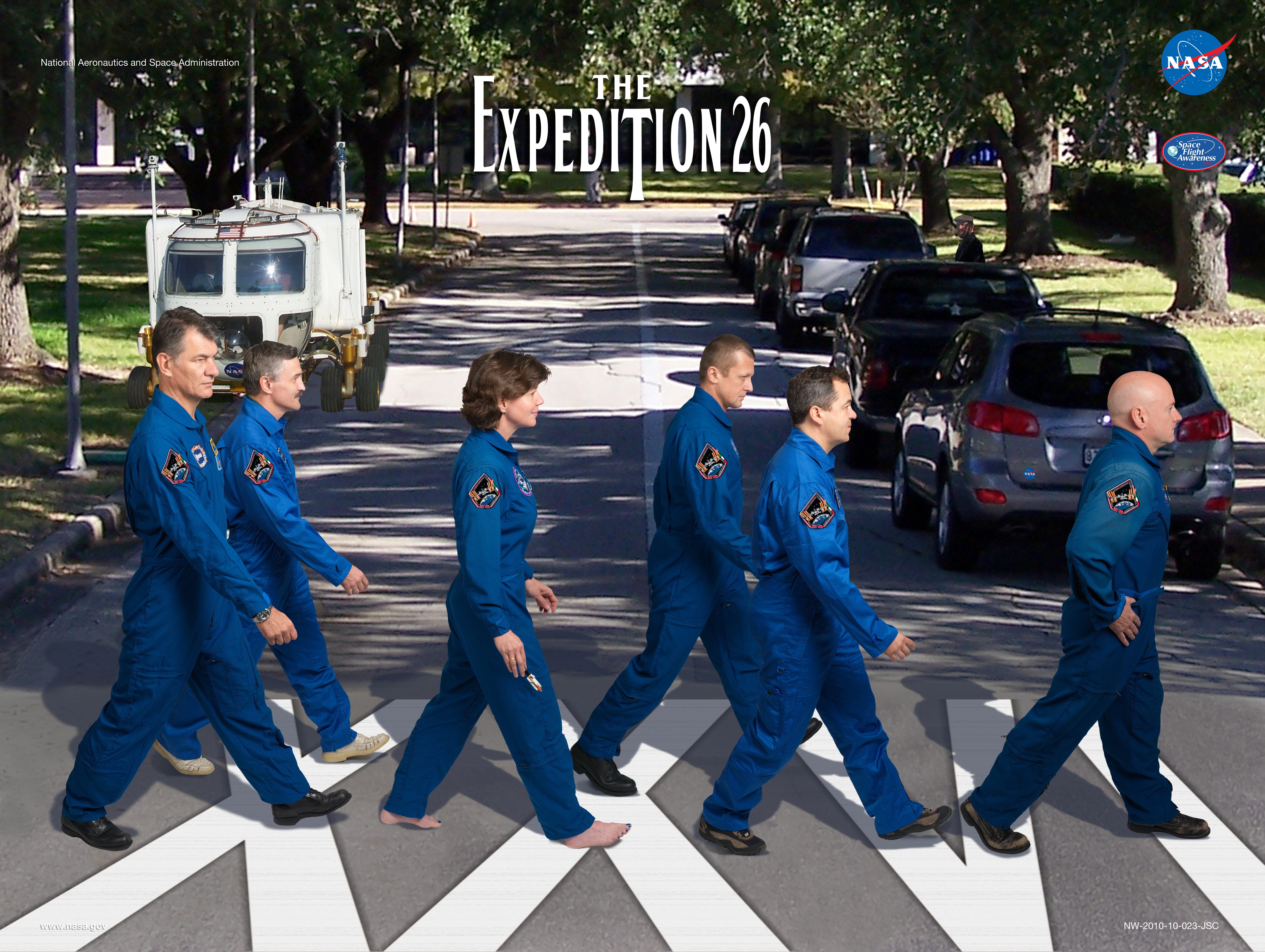
La imagen de la portada ha sido imitada y parodiada en múltiples ocasiones, como esta imagen de la Expedición 26 de la Estación Espacial Internacional.

La imagen de los Beatles en el paso de cebra, lo ha convertido en uno de los más famosos e imitados en la historia musical. El paso de cebra es un destino popular para los fanes de los Beatles, y allí se ha incorporado una cámara web. En diciembre de 2010, el lugar recibió el grado Monumento Clasificado por su «importancia cultural e histórica», los estudios Abbey Road también recibieron una categoría similar a inicios del año.

## Recepción

### Retrospectiva
Multitud de críticos han citado a Abbey Road como el mejor álbum de The Beatles. De manera retrospectiva, Nicole Pensiero de PopMatters le llamaría «una pieza musical increíblemente cohesiva, innovadora y atemporal». Mark Kemp de Paste señalaría al álbum estar «entre las mejores obras de The Beatles, incluso si presagió los mecheros ondeantes del arena rock al que artistas técnicamente habilidosos pero duramente criticados apelarían, desde Journey a Meatloaf, en la década de los 70 y 80». Neil McCormick de The Daily Telegraph le llamaría la «última carta de amor al mundo» de The Beatles, elogiando su «sonido grande y moderno», y describiéndole como «exuberante, rico, uniforme, épico, emocional y absolutamente hermoso».

## Lista de canciones
Todas las canciones escritas y compuestas por Lennon-McCartney, excepto donde está anotado. 
| Cara 1 |                               |                     |          |  |
| N.º    | Título                        | Vocalista principal | Duración |  |
| 1.     | «Come Together»               | Lennon              | 4:20     |  |
| 2.     | «Something» (Harrison)        | Harrison            | 3:03     |  |
| 3.     | «Maxwell's Silver Hammer»     | McCartney           | 3:27     |  |
| 4.     | «Oh! Darling»                 | McCartney           | 3:26     |  |
| 5.     | «Octopus's Garden» (Starkey)  | Starr               | 2:51     |  |
| 6.     | «I Want You (She's So Heavy)» | Lennon              | 7:47     |  |
| 24:54  |                               |                     |          |  |

| Cara 2 |                                           |                                     |          |  |
| N.º    | Título                                    | Vocalista principal                 | Duración |  |
| 1.     | «Here Comes the Sun» (Harrison)           | Harrison                            | 3:05     |  |
| 2.     | «Because»                                 | Lennon, McCartney y Harrison        | 2:45     |  |
| 3.     | «You Never Give Me Your Money»            | McCartney                           | 4:02     |  |
| 4.     | «Sun King»                                | Lennon, McCartney y Harrison        | 2:26     |  |
| 5.     | «Mean Mr. Mustard»                        | Lennon                              | 1:06     |  |
| 6.     | «Polythene Pam»                           | Lennon                              | 1:12     |  |
| 7.     | «She Came In Through the Bathroom Window» | McCartney                           | 1:57     |  |
| 8.     | «Golden Slumbers»                         | McCartney                           | 1:31     |  |
| 9.     | «Carry That Weight»                       | McCartney, Lennon, Harrison y Starr | 1:36     |  |
| 10.    | «The End»                                 | McCartney                           | 2:05     |  |
| 11.    | «Her Majesty»                             | McCartney                           | 0:23     |  |
| 22:31  |                                           |                                     |          |  |

Nota: El tema «Her Majesty» apareció por «accidente» en el mezclado final del álbum. Al haber sido incluida de forma imprevista en el disco, la canción no se vio reflejada en la funda, ni en la etiqueta del disco ni en los créditos finales de las canciones del álbum, convirtiéndose así, de forma no intencionada, en una de las primeras «pistas ocultas» de la historia.

## Edición Súper Deluxe
En 2019 como parte del relanzamiento de aniversario del álbum de la banda, se lanzó un box set Super Deluxe del álbum Abbey Road (siendo el tercero que se conmemora el cincuenta aniversario). También contiene un libro.
•Disco Uno: Nueva mezcla estéreo del álbum original
•Disco Dos: Sesiones
•Disco Tres: Sesiones

## Créditos
The Beatles
- John Lennon: voz solista, segunda voz; guitarra rítmica, guitarra solista; guitarras acústicas (de 6 y de 12 cuerdas), guitarra eléctrica; piano en «Oh! Darling», «Mean Mr. Mustard» y «Something»; órgano Hammond y sintetizador Moog en «I Want You (She's So Heavy)»; pandereta en «Come Together», maracas en «Sun King», palmas.

- Paul McCartney: Voz solista, segunda voz, armonía vocal; bajo (con efecto fuzz en «Mean Mr. Mustard»); guitarras, guitarra solista, guitarra rítmica en «Carry That Weight», guitarra acústica en «Her Majesty»; piano, piano eléctrico; sintetizador Moog en «Maxwell's Silver Hammer»; palmas; loops de cinta.

- George Harrison: Voz solista, segunda voz; guitarra solista, guitarra rítmica, repique de guitarra eléctrica en «You Never Give Me Your Money»; guitarra acústica y armonio en «Here Comes the Sun»; sintetizador Moog; bajo en «Golden Slumbers» y «Carry That Weight»; palmas.

- Ringo Starr: voz solista en «Octopus's Garden», segunda voz; batería; maracas, yunque en «Maxwell's Silver Hammer», congas en «I Want You (She's So Heavy)», pandereta, bongós en «Sun King», cencerro en «Polythene Pam» y «She Came In Through the Bathroom Window», timbales en «Carry That Weight»; palmas; percusión, efectos de sonido acuáticos y piano en «Octopus's Garden».

Músicos adicionales
- Orquesta de 21 componentes (12 violines, 4 violas, 4 violonchelos, 1 contrabajo) en «Something», con arreglos y dirección orquestal de George Martin
- Orquesta de 17 componentes (4 violas, 4 violonchelos, 1 contrabajo, 2 flautas piccolo, 2 flautas, 2 flautas altas, 2 clarinetes) en «Here Comes the Sun», con arreglos y dirección orquestal de George Martin
- Orquesta de 30 componentes (12 violines, 4 violas, 4 violonchelos, 1 contrabajo, 4 trompas, 3 trompetas, 1 trombón, 1 trombón bajo) en «Golden Slumbers», «Carry That Weight» y «The End», con arreglos y dirección orquestal de George Martin
- George Martin: órgano en «Maxwell's Silver Hammer», clavecín eléctrico en «Because», órgano Lowrey en «Sun King»
- Billy Preston: órgano en «I Want You (She's So Heavy)»

Producción
- George Martin: producción y mezclas (EMI Studios y Olympic Sound Studios)
- Geoff Emerick: ingeniero de sonido y mezclas
- Phil McDonald: ingeniero de sonido y mezclas
- John Kurlander: 2.º ingeniero de sonido y mezclas
- Alan Parsons: 2.º ingeniero de sonido y mezclas (EMI Studios y Apple Studios)
- Chris Thomas: producción en «Something», «Oh! Darling», «Octopus's Garden» y «I Want You (She's So Heavy)», y mezclas
- Glyn Johns: ingeniero de sonido y mezclas (Olympic Sound Studios y Apple Studios), producción en «I Want You (She's So Heavy)» (Trident Studios)
- Steve Vaughan: 2.º ingeniero de sonido; 2.º ingeniero de mezclas en «You Never Give Me Your Money» (Olympic Sound Studios)
- Jeff Jarratt: ingeniero de sonido y mezclas
- Nick Webb: 2.º ingeniero de sonido y mezclas
- Tony Clark: ingeniero de sonido; ingeniero de mezclas en «Maxwell's Silver Hammer»
- Richard Langham: 2.º ingeniero de sonido
- Barry Sheffield: ingeniero de sonido en «I Want You (She's So Heavy)» (Trident Studios)
- Chris Blair: 2.º ingeniero de sonido
- The Beatles: producción en «Oh! Darling» y «Octopus's Garden»
- Ken Scott: ingeniero - 2.º ingeniero de sonido en «Something»
- Richard Lush: 2.º ingeniero de sonido en «Something»

Otros
- Ian Macmillan: fotografías de la portada y contraportada del álbum

## Posición en las listas de éxitos
| País           | Lista (1969)        | Posición más alta | Semanas en la 1.ª pos. |
| -------------- | ------------------- | ----------------- | ---------------------- |
| Reino Unido    | Record Retailer     | N.º 1             | 17                     |
| Reino Unido    | New Musical Express | N.º 1             |                        |
| Reino Unido    | Melody Maker        | N.º 1             |                        |
| Estados Unidos | Billboard           | N.º 1             | 11                     |
| Estados Unidos | Record World        | N.º 1             |                        |
| Estados Unidos | Cash Box            | N.º 1             |                        |